# Lluís Zayas Muñoz
Lluís Zayas Muñoz (Barcelona, 1948) és un director de cinema català. Va estudiar cinema i art dramàtic a París i a Barcelona. Ha treballat com a ajudant de direcció per documentals i programes de televisió. Alhora, a les eleccions generals espanyoles de 1979 fou candidat al Senat d'Espanya per la província de Tarragona per la Lliga Comunista Revolucionària.
El 1987 treballà com a script al llargmetratge Qui t'estima, Babel? i el 1988 va dirigir el curtmetratge Angèlica. El 1989 fou ajudant de director a Si te dicen que caí i el 2000 ajudant de producció a Krámpack.
Com a director nomes ha dirigit i escrit el guió de dos llargmetratges: Bufons i reis (1994) que fou projectat en la 38a edició dels Premis Sant Jordi de Cinematografia, i que fou guardonada amb el premi a la millor fotografia i a la millor actriu secundària als Premis de Cinematografia de la Generalitat de Catalunya; i Joc de mentides (2003).

## Filmografia
- Bufons i reis (1994)
- Joc de mentides (2003)